# Guernica (maleri)
Guernica er et maleri af Pablo Picasso, som forestiller det bombardement, tyske fly foretog på den baskiske by Guernica under den Spanske borgerkrig den 26. april 1937. Det menes, at mellem 250 og 1.600 personer blev dræbt under angrebet. Maleriet måler 776 x 349 cm og udstilles i Museo Reina Sofia i Madrid.
Spaniens republikanske regering havde allerede bestilt et stort vægmaleri af Picasso til den spanske pavillon ved Verdensudstillingen i Paris i 1937. Maleriet havde været klar flere år før bombningen af Guernica. Oprindelig forestillede det blot en tyrefægtning, men det blev nu omdøbt og bearbejdet efter den 26. april, for at vise rædslerne ved luftbombardementet. Picasso tilfredsstillede på denne måde både sit eget behov for at protestere mod Francisco Francos krigsførelse og de ideologiske og politiske holdninger blandt hans samtids kunstneriske elite. Med værket udtrykte Picasso sin afsky over for al den smerte og død, som den militære ledelse havde forvoldt.
I en stor del af sit kunstneriske liv fortsatte Picasso sin kamp mod de reaktionære krafters kamp mod folket og kunstens død.

## Guernica i nutidens kunst
Guernica har inspireret kunstnere på mange måder. I 2010 skabte den danske maler Nadia Plesner det 32 m2 store maleri Darfurnica, som var en moderne udgave af Picasso s Guernica. Hvor Picasso havde den spanske borgerkrig og ødelæggelserne i byen Guernica som tema, valgte Nadia Plesner at rette opmærksomheden på folkedrabene i Darfur-regionen i Sudan. Nadia Plesners maleri vakte stor opmærksomhed og resulterede i en lang retssag mellem Nadia Plesner og den internationale modegigant Louis Vuitton.

## Komposition
I sin færdige form er Guernica et massivt sort og hvidt maleri, 3,5 m højt og 7,8 m bredt. Det er malet med oliefarve. Picasso havde ingen interesser i at lave et nonfigurativt billede, som ellers var det typiske hos hans samtidige, som fx Kazimir Malevich. Dette vægmaleri viser i stedet en scene fuld af død, vold, brutalitet, lidelse og hjælpeløshed, uden dog at portrættere den umiddelbare årsag til dette. De sort-hvide farver og intensiteten i billedet skal lede tankerne hen på avisbilleder. Den hvide figur længst til højre er med sine strakte arme inspireret af Goyas billede Den tredje maj 1808.